# Pjotr Pawlowitsch Jerschow

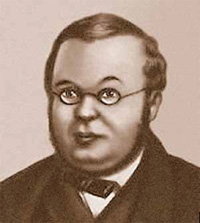
Pjotr Jerschow

Pjotr Pawlowitsch Jerschow (russisch Пётр Павлович Ершов; * 22. Februarjul. / 6. März 1815greg. in Besrukowo bei Ischim; † 18.jul. / 30. August 1869greg. in Tobolsk) war ein russischer Schriftsteller und Lehrer und ist Verfasser des berühmten gereimten Märchens Das bucklige Pferdchen.

## Leben
Pjotr Jerschow wurde in dem Dorf Besrukowo nahe der Stadt Ischim geboren. Seine Kindheit verbrachte er in Berjosow. Von 1827 bis 1831 lernte er im Gymnasium von Tobolsk, wo er nach verschiedenen Berichten eine Gesellschaft zur ethnographischen Erforschung Sibiriens gründete. An der Staatlichen Universität Sankt Petersburg studierte Jerschow von 1831 bis 1836 Philosophie. In dieser Zeit schrieb er sein Meisterwerk „Das bucklige Pferdchen“. Ein großer Auszug des Märchens wurde 1834 veröffentlicht und machte ihn augenblicklich berühmt. Alexander Puschkin schrieb, dass Jerschow seine Verse so gut beherrschte, wie ein Gutsbesitzer seine Leibeigenen. Des Weiteren gab Puschkin bekannt, dass er aufhören wolle Märchen zu schreiben, da Jerschow es viel besser könne. Ungeachtet dessen schrieb er ein Jahr später das Märchen vom Fischer und dem Fischlein.
Im Jahre 1836 kehrte Jerschow nach Tobolsk zurück, wo er als Lehrer und seit 1858 als Direktor des Tobolsker Gymnasiums arbeitete. Er starb 1869 in Tobolsk.
Seine Biographen geben an, dass Jerschow zeit seines Lebens oft von Unglücksfällen heimgesucht wurde. 1834, kurz nach dem Triumph des Buckligen Pferdchens, starben innerhalb weniger Tage sein Vater und sein Bruder. Seine Mutter starb 1838, seine Frau 1845. Jerschow heiratete erneut im Jahre 1847, doch seine zweite Frau starb 1852. Nur sechs von seinen fünfzehn Kindern überlebten.
Jerschow veröffentlichte viele Gedichte, ein Drama und Kurzgeschichten, wovon allerdings nichts den gleichen Erfolg wie Das bucklige Pferdchen erreichte.

## Beziehung zur Familie Mendelejew
Als die Brüder Pjotr und Nikolai Jerschow das Tobol-Gymnasium besuchten, war der Schulleiter Iwan Pawlowitsch Mendelejew, der Vater des berühmten Wissenschaftlers Dmitri Mendelejew. Als Pjotr Jerschow 1835 als berühmter Dichter von St. Petersburg nach Tobolsk zurückkehrte, verlor Ivan Pawlowitsch Mendelejew das Augenlicht und seine Familie lebte von der Produktion einer kleinen Glashütte, die von Marija Dmitrijewna Mendelejewa betrieben wurde. Zu dieser Zeit änderte sich die Rolle und Iwan Mendelejews Schüler wurde der Lehrer seiner letzten Kinder. Marija Dmitrijewna besaß die größte Bibliothek in Tobolsk, und Jerschow stand bald der Familie seines Lehrers nahe. Er sorgte dafür, dass der jüngste Sohn von Mendelejew, Dmitri Mendelejew, zusammen mit seinem zwei Jahre älteren Bruder Pavel das Gymnasium betrat. Als Direktor des Gymnasiums ermöglichte er Dmitri Iwanowitsch zwei Jahre zuvor seinen Abschluss. Dies ermöglichte Marija Dmitrijewna, mit dem talentierten Dmitri Iwanowitsch nach St. Petersburg zu fahren, um das letzte Geld zu erhalten, das nach dem Brand der Glashütte übrig war, und ihn für ein Studium am Hauptpädagogischen Institut einzuschreiben. Im Gegenzug half Dmitri Mendelejew, der bereits nach seinem Abschluss in St. Petersburg seinen Lebensunterhalt verdient hatte, seinem Lehrer Jerschow nach der Freigabe der Zensur beim Nachdruck von Das bucklige Pferdchen.
Im Jahr 1862 wurde Pjotr Pawlowitsch Jerschow der Schwiegervater von Dmitri Mendelejew, als er dessen Stieftochter aus erster Ehe, Feoswa Nikititschna Leschtschewa, heiratete. Die Hilfe, die Jerschow der Familie Mendelejew in Tobolsk in den schwierigsten Zeiten gewährte, konnte der berühmte Professor Mendelejew bereits durch die Unterstützung der Familie seiner Frau zurückzahlen. Pjotr Jerschow erfuhr nie von Mendelejews Scheidung.

## Bibliographie

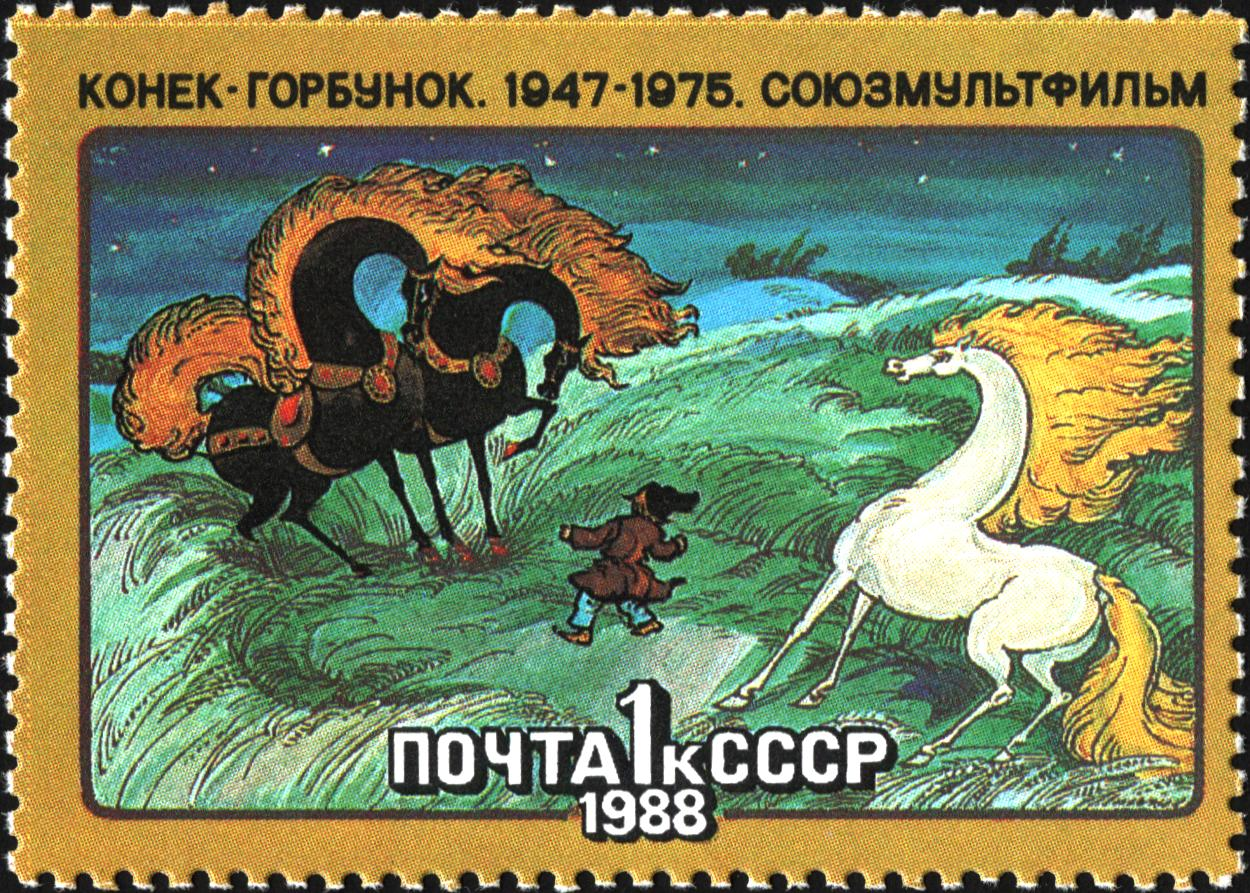
Sowjetische Briefmarke aus dem Jahr 1988 zu Jerschows Märchen vom buckligen Pferdchen

- Das Buckelpferdchen Ein Märchen in Versen (Originaltitel: Конёк-Горбунок, bzw. Konjok-Gorbunok, übersetzt von Leonhard), Soldi, Hamburg 2002, ISBN 3-931877-71-X.

auch als Das bucklige Pferdchen, Das Höckerpferd, Das Wunderpferdchen, „“Höcker-Rösslein Koniok Gorbunok, Konek-Gorbunok (Russisch „Конёк“, Konjok = Pferdchen) auf Deutsch übersetzt und aufgelegt.